# Kerk van Reerslev
De Kerk van Reerslev (Deens: Reerslev Kerk) is een kerkgebouw in Reerslev in de gemeente Høje-Taastrup in Denemarken. In de kerk zijn een aantal fresco's te bezichtigen van de kunstenaars uit de Isefjord school.

## Geschiedenis
De oudste delen van het schip en het koor zijn romaans en dateren uit de 12e eeuw. In de 15e eeuw werd er een kapel en een sacristie toegevoegd en vond er een uitbreiding van het schip naar het westen plaats in laat-gotische stijl. In dezelfde periode werd de kruisgewelven ingebracht.

## Fresco's

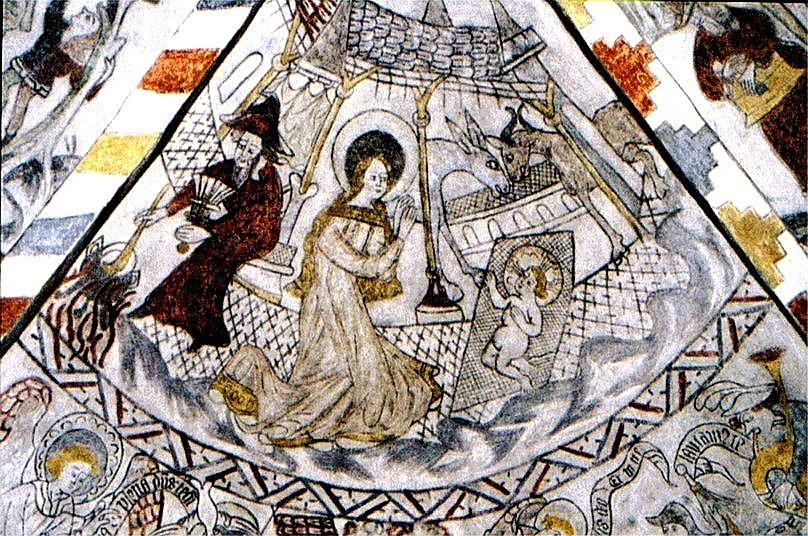

Rond 1450 werden de nieuwe kruisgewelven door de Isefjord school voorzien van fresco's. Na de reformatie werden ze voor eeuwen bedekt met een kalklaag, totdat ze in 1873 door Jacob Kornerup werden blootgelegd en deels gerestaureerd.
Ze stellen Christus' geboorte voor, de Driekoningen, de Kindermoord, de Vlucht naar Egypte en de Intocht in Jeruzalem. Er zijn eveneens scènes van het Laatste Avondmaal, Christus in de hof Getsemane, Pilatus die zijn handen schoon wast, de Kruisiging en de Opstanding.

## Altaar en preekstoel
Het altaar met de panelen dateren uit 1590 en de preekstoel stamt van 1609.